# Třída Kaiser Franz Joseph I.
Třída Kaiser Franz Joseph I. byl první třída chráněných křižníků Rakousko-uherského námořnictva, postavených v letech 1888–1892. Skládala se ze dvou jednotek – Kaiser Franz Joseph I. postavila loděnice Stabilimento Tecnico Triestino v Terstu, zatímco křižník Kaiserin Elisabeth byl postaven námořním arzenálem v Pule. Jejich neobvykle silná torpédová výzbroj vedla k tomu, že byly zpočátku označovány Torpedo-Rammschiff. Bylo to proto, že jejich původním určením byl doprovod torpédových plavidel.[zdroj⁠?!] K tomuto účelu však nebyly nikdy použity, protože nově stavěným torpédoborcům a torpédovkám již nestačili rychlostí.

## Konstrukce

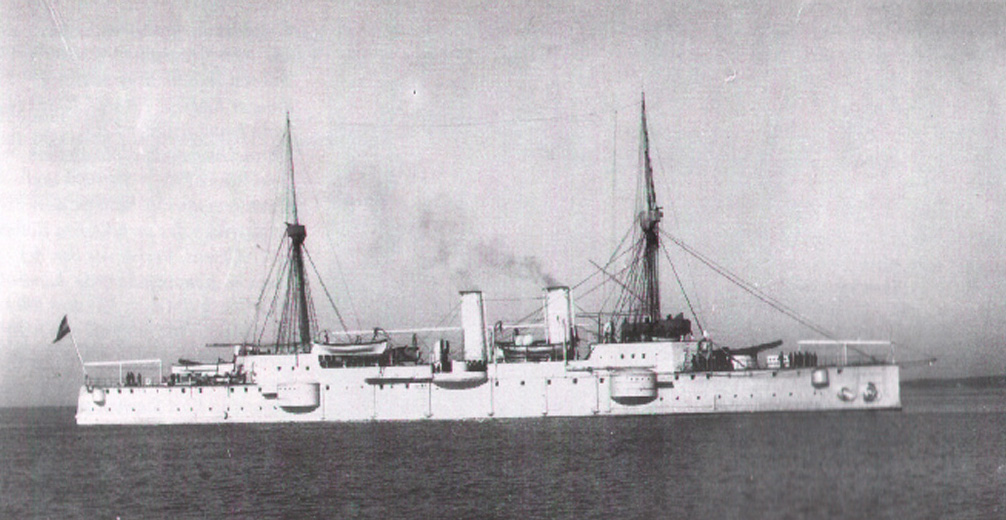
SMS Kaiserin Elisabeth na fotografii z roku 1906

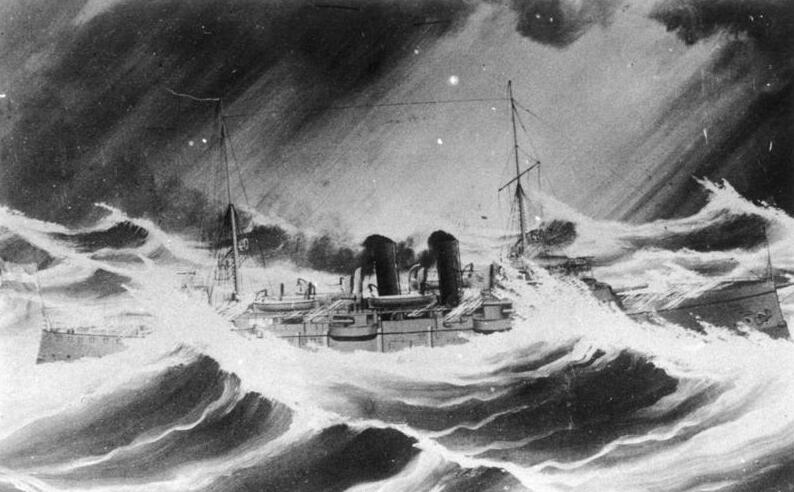
SMS Kaiser Franz Joseph I. v Číně

Lodě měly dva komíny a dva stěžně. Po dokončení tvořily hlavní výzbroj dva 240mm kanóny Krupp, umístěné po jednom v barbetách na přídi a zádi. V kasematech na bocích trupu bylo šest 150mm kanónů Krupp, které doplňovalo šestnáct 47mm[zdroj⁠?!] a dva 70mm kanóny[zdroj⁠?!]. Torpédometů bylo šest.[zdroj⁠?!] Později obě 240mm děla nahradila 150mm děla z plzeňské Škodovky. U každé lodi se jejich instalace lišila. Děla Kaiserin Elisabeth chránily jen 50mm silné štíty, zatímco pro dvě nová děla lodi Kaiser Franz Joseph I. byly použity dělové věže.
Lodě měly čtyři kotle a dva parní stroje s trojnásobnou expanzí o výkonu 8000 HP, které roztáčely dva lodní šrouby. Zásoba uhlí byla 650 tun a dosah lodí 3000 námořních mil. Nejvyšší rychlost byla 19 uzlů.
Základem pancéřování byla pro chráněné křižníky obvyklá 57mm silná pancéřová paluba pod čárou ponoru, chránící strojovny, kotelny a muniční sklady. Velitelskou věž chránil 90mm pancíř a stejně silný pancíř měly i barbety 150mm děl.

## Osudy

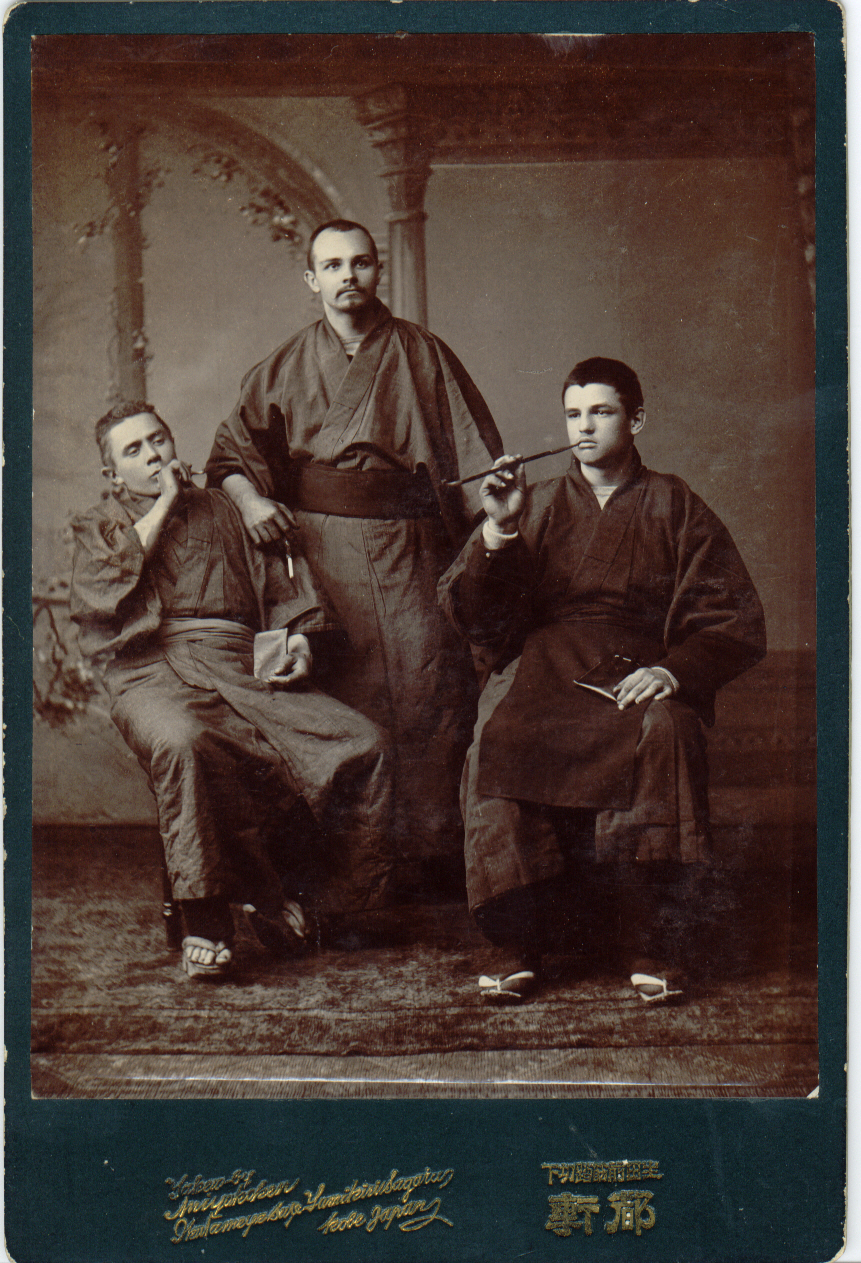
Námořníci ze SMS Kaiserin Elisabeth v Japonsku

Křižník Kaiserin Elisabeth se na počátku první světové války nacházel na Dálném Východu, kde se zapojil do obrany jediné plnohodnotné německé námořní základny Čching-tao, obležené japonskými vojsky. Přístav bránily také německý křižník SMS Cormoran, dělové čluny třídy Iltis – SMS Iltis, SMS Jaguar, SMS Tiger a SMS Luchs a torpédový člun S90. Bitva o Čching-tao znamenala zánik všech těchto plavidel. Z křižníku Kaiserin Elisabeth byly demontovány jeho 150mm a 47mm kanóny, které byly použity na souši a i vlastní posádka lodi se na zemi zapojila do obrany přístavu. Když se přiblížil pád základny, posádky jednotlivé lodě sami potopily (pouze torpédoborec S-90 se neúspěšně pokusil o únik). Křižník Kaiserin Elisabeth byl potopen 2. listopadu 1914 a přičemž obránci základny se vzdali o pět dní později.
Kaiser Franz Joseph I. se v roce 1918 přidal k neúspěšné vzpouře v Boce Kotorské, válku ale přečkal a byl po jejím skončení byl předán Francii. V říjnu 1919 se křižník převrátil a potopil v bouři u Boky Kotorské.